# Herbulotia grancanariae
Herbulotia grancanariae är en fjärilsart som beskrevs av Rudolf Pinker 1963. Herbulotia grancanariae ingår i släktet Herbulotia och familjen mätare. Inga underarter finns listade i Catalogue of Life.